# La Danza de la Chancaca
La Danza de la Chancaca es un álbum recopilatorio de la orquesta de salsa colombiana Niche, publicado en 2001 por PPM Records. El álbum contiene éxitos de los 20 años de la agrupación como "Una aventura", "Buenaventura y Caney", "Gotas de Lluvia" , "Duele Más", "La Canoa Ranchá", "Mi Pueblo Natal" y "Sin Sentimiento", en nuevas versiones y con nuevos arreglos. Esta es la última producción discográfica de la orquesta, con la participación de Willy García, Javier Vásquez y Beto Caicedo..

## Antecedentes
A mediados de agosto de 2001, Álvaro Granobles deja la agrupación para formar parte de la orquesta "Los Titanes de Colombia" del cual era fundador Alberto Barros trombonista y arreglista de Niche, y que venía de un recambio generacional con la salida de su vocalista principal Óscar Quezada. Por lo que ingresa en su reemplazo César Schiavone, durante la gira a México, país que en esos momentos estaba cercaba de celebrar sus 191 años de independencia y tenía en su fiesta de celebración al Grupo Niche.

## Lista de canciones
Todas las canciones escritas y compuestas por Jairo Varela. 
| Disco Uno |                                                                     |                              |          |  |
| N.º       | Título                                                              | Intérprete(s)                | Duración |  |
| 1.        | «La Danza De La Chancaca» («Buenaventura y Caney», tercera versión) | Willy García                 | 5:58     |  |
| 2.        | «Gotas De Lluvia» (versión bachata)                                 | Willy García                 | 3:41     |  |
| 3.        | «Gotas De Lluvia» (versión pop)                                     | Willy García                 | 3:42     |  |
| 4.        | «Sin Sentimiento» (segunda versión)                                 | Javier Vásquez               | 4:49     |  |
| 5.        | «México México» (segunda versión)                                   | Javier Vásquez, Willy García | 5:23     |  |
| 6.        | «La Canoa Ranchá» (segunda versión)                                 | Javier Vásquez               | 4:27     |  |
| 7.        | «La Culpa La Tiene...» (segunda versión)                            | Willy García                 | 4:58     |  |
| 8.        | «Mi Pueblo Natal» (segunda versión)                                 | Willy García                 | 5:11     |  |
| 9.        | «Duele Más» (segunda versión)                                       | César Salazar                | 5:31     |  |
| 10.       | «Una Aventura» (tercera versión)                                    | Willy García                 | 4:59     |  |
| 11.       | «Lamento Guajiro» (tercera versión)                                 | Willy García                 | 5:20     |  |

| Disco Dos |                                           |                                            |          |  |
| N.º       | Título                                    | Intérprete(s)                              | Duración |  |
| 1.        | «Tapando El Hueco» (segunda versión)      | Willy García                               | 5:16     |  |
| 2.        | «Cali Pachanguero» (tercera versión)      | Willy García                               | 4:33     |  |
| 3.        | «Han Cogido La Cosa» (segunda versión)    | Willy García                               | 5:08     |  |
| 4.        | «Me Sabe a Perú» (segunda versión)        | Willy García, Javier Vásquez               | 4:04     |  |
| 5.        | «Sin Palabras» (segunda versión)          | Javier Vásquez                             | 6:12     |  |
| 6.        | «Atrateño» (tercera versión)              | Willy García                               | 5:19     |  |
| 7.        | «Se Pareció Tanto a Ti» (segunda versión) | Willy García                               | 5:26     |  |
| 8.        | «Buscaré La Forma» (segunda versión)      | Willy García, César Salazar                | 4:57     |  |
| 9.        | «La Pandereta» (segunda versión)          | Willy García, Javier Vásquez, Beto Caicedo | 4:50     |  |
| 10.       | «La Magia De Tus Besos» (segunda versión) | Willy García                               | 4:38     |  |

## Créditos

### Músicos
- Bajo: Francisco "Pacho" Ocoró
- Bongó y campanas: Fabián Picón, Junior Quiñones
- Cantantes: Willy García, Javier Vásquez, César "Schiavone" Salazar
- Coros: Jairo Varela, Javier Vásquez, César "Schiavone" Salazar, Willy García, Morist Jiménez.
- Piano: Julio Abadía, Michael Hasse
- Teclados: Michael Hasse
- Timbales: Douglas Guevara
- Trombón 1: Alberto Barros
- Trombón 2: Daniel López
- Trombón 3: Leo Aguirre
- Trompeta 1: Javier Bahamón
- Trompeta 2: José Aguirre
- Trompeta 3: Oswaldo Ospino
- Trompeta 4: Nelson Gómez

### Producción
- Arreglos y dirección musical: Jairo Varela, Alberto Barros[4]
- Mezcla: Jairo Varela